# Gustav Hensel
Gustav Hensel (Kassel, 23 ottobre 1884 – Brema, 29 agosto 1933) è stato un calciatore tedesco, di ruolo attaccante.